# Decepticon
Decepticon (Japanska: デストロン "Destron") är enligt Takara och Hasbro (de som äger Transformers) den onda sidan i Transformersuniversumet, under ledning av den grymma och föga sympatiske men oerhört karismatiske Megatron. Decepticons mål har alltid varit att nedkämpa de goda autoboterna under ledning av Optimus Prime. Decepticons har en mycket sämre sammanhållning än autoboterna, vilket till stor del beror på att de nästan helt saknar samarbetsanda, vilket är till stor förtret för Megatron, men desto större glädje för autoboterna.
Några kända decepticons är bl.a. Megatron (laserpistol), Starscream (F-15 jet), Thundercracker (F-15 jet), Skywarp (teleportör, F-15 jet), Thrust (jet), Ramjet (jet), Dirge (jet), Soundwave (kassett-värd till alla kassetter, bandspelare), Rumble (kassett), Frenzy (kassett), Ravage (panter, kassett), Laserbeak (kondor, kassett), Buzzsaw (kondor, kassett), Scorponok, Cyclonus, Galvatron och Thrust.